# Borek (sielsowiet Wiszniew)
Borek (biał. Барок, Barok; ros. Борок, Borok) – wieś na Białorusi, w obwodzie mińskim, w rejonie wołożyńskim, w sielsowiecie Wiszniew.